# State of the World Address
State of the World Address est le troisième album studio du groupe de metal harcore américain Biohazard, sorti le 24 mai 1994 chez Warner Records.

## Historique
L'album est enregistré en 1993 à Los Angeles, supervisé par le producteur Ed Stasium, qui a notamment produit des albums de The Ramones, Talking Heads, Living Colour, Motörhead, The Misfits....

## Contenu
Musicalement, l'album propose des guitares saturées et des riffs très puissants, des textes critiques sur la société américaine et un chant mêlant rap et chœurs hardcore. De nombreuses critiquent jugent que l'album est un classique de la fusion rap et metal et le meilleur album de Biohazard,,,. Sen Dog est invité sur la chanson "How It Is".
En 2012, Reborn in Defiance sera le dernier album avec le guitariste Bobby Hambel, qui quittera le groupe après la tournée de promotion en raison de différends musicaux.
La chanson "Lake There Of" contient des samples issu du film de Quentin Tarantino Reservoir Dogs.

## Commercialisation
Le magazine Billboard a détaillé une stratégie marketing à long terme développée et mise en place par Warner Bros. pour faire passer Biohazard de l'underground à la culture grand public, avec cet album. Le magazine a cité la grande exubérance exprimée par plusieurs représentants de points de vente et par le label Warner Bros., qui considéraient le groupe comme une "force commerciale légitime".
Le label a intégré son département de marketing alternatif dans le déploiement de nombreuses tactiques "discrètes" de marketing directement dans les magasins de détail sans la "perception du battage médiatique", pour sensibiliser l'industrie à l'existence et au message du groupe. Le label a créé une version censurée de l'album pour les stations de radio et un dossier de presse électronique détaillant les problèmes sociaux développés a été distribué aux détaillants. Une Chevy Malibu de 1980 arborant le logo Biohazard a été conduite dans le sud de la Californie, les représentants du label distribuant des documents pour commercialiser le groupe avec diverses organisations de justice sociale.
Le groupe est apparu dans Beavis et Butt-Head, et le développement de l'album a été détaillé pendant trois semaines sur Headbangers Ball de MTV. Il y avait deux concours pour découvrir les fans qui portaient les meilleurs tatouages Biohazard. L'album a été commercialisé auprès des stations de radio alternatives en plus des stations de métal.

## Réception

### Critique
Entertainment Weekly a donné à l'album un B +, affirmant qu'avec cet album, le groupe "redéfinit le métal non seulement en écrivant ce qui équivaut à des chansons protestataires modernes, mais aussi en créant du thrash qui groove" et concluant que "le métal a rarement été aussi féroce ou aussi avant-gardiste qu'ici ».
En 2016, Metal Hammer a placé l'album sur sa liste des 10 meilleurs albums de rap metal. La critique dit que l'album "a apporté une touche de street-metal sur des grooves flagrants de boom-bap.", résumant ainsi: "Le rap-métal par défaut plutôt que par conception, c'était un ajustement naturel et soigné pour un groupe qui mérite plus de crédit pour son esprit pionnier." .

### Ventes
Billboard 200 l'a reconnu comme le premier album de Biohazard à entrer dans son palmarès, au numéro 48 la première semaine et au numéro 88 la deuxième semaine. Des ventes de 22 000 disques ont été signalées au cours de la première semaine. 160 000 exemplaires supplémentaires ont été vendus en dehors des États-Unis au cours de sa première semaine, principalement en Allemagne.

## Liste des pistes
| 1.    | State of the World Address                  | 3:18 |
| 2.    | Down for Life                               | 3:46 |
| 3.    | What Makes Us Tick                          | 2:23 |
| 4.    | Tales from the Hard Side                    | 5:40 |
| 5.    | How It Is (featuring Sen Dog and DJ Lethal) | 4:02 |
| 6.    | Remember                                    | 3:40 |
| 7.    | Five Blocks to the Subway                   | 3:13 |
| 8.    | Each Day                                    | 3:52 |
| 9.    | Failed Territory                            | 5:40 |
| 10.   | Lack There of                               | 4:47 |
| 11.   | Pride                                       | 3:16 |
| 12.   | Human Animal                                | 4:53 |
| 13.   | Cornered                                    | 3:11 |
| 14.   | Love Denied                                 | 5:55 |
| 57:36 |                                             |      |

- La piste 14 contient une piste cachée, a cappella intitulée "Ink", professant l'amour du groupe pour l'art du tatouage. "Love Denied" se termine à 4h40, la piste cachée commençant à 4h54.

## Membres
- Evan Seinfeld – basse, chant
- Billy Graziadei – guitares, chant
- Bobby Hambel – guitares
- Danny Schuler – batterie
- Sen Dog - chant invité sur How It Is
- Ed Stasium - producteur, mixeur

## Classements
| Album chart                     | Peak |
| ------------------------------- | ---- |
| U.S. Billboard                  | 48   |
| Australian Albums (ARIA Charts) | 67   |
| Austrian Album Charts (en)      | 10   |
| Dutch Album Charts              | 35   |
| German Album Charts             | 7    |
| Swedish Album Charts            | 12   |
| Swiss Album Charts              | 19   |
| UK Albums Chart                 | 72   |